# Rugg Peak
Der Rugg Peak ist ein rund 1500 m hoher Berg an der Graham-Küste des Grahamlands im Norden der Antarktischen Halbinsel. Er ragt auf der Ostseite des Widmark-Piedmont-Gletschers südlich des Crookes Peak auf.
Luftaufnahmen der Hunting Aerosurveys Ltd. aus den Jahren 1956 und 1957 dienten dem Falkland Islands Dependencies Survey für eine Kartierung des Berges. Das UK Antarctic Place-Names Committee benannte ihn 1959 nach dem britischen Augenchirurgen Andrew Rugg-Gunn (1884–1972), einem Pionier in der Entwicklung von Schutzbrillen gegen Schneeblindheit.